# Hotel Wiedeński w Poznaniu
Hotel Wiedeński – hotel w centrum Poznania znajdujący się przy dawnym placu Wiosny Ludów w miejscu późniejszego skweru (na narożniku ulic Szymańskiego i Święty Marcin). Budynek hotelu nie zachował się.
Hotel powstał w 1830, a jego właścicielem był Niemiec o polskobrzmiącym nazwisku - Michał Nieczkowski (nie posługiwał się on językiem polskim i według Marcelego Mottego przybył tu razem z dworem księcia Antoniego Radziwiłła, gdzie zajmował miejsce jednego z podrzędnych służących. Używano go, ile razy na zamku był obiad, bal, zebranie lub inna uroczystość do spraszania gości, na czym dorobił się znacznego majątku). Po hotelu Saskim stanowił drugi co do wielkości obiekt noclegowy w mieście. W 1831 zmarł tu podczas epidemii cholery marszałek August von Gneisenau, pełniący misję wojskową zabezpieczenia granicy z Królestwem Polskim objętym powstaniem listopadowym. Z czasem hotel zlikwidowano, a budynek nabył ksiądz Jan Koźmian z przeznaczeniem na szkołę dla młodzieży męskiej, która ostatecznie zbankrutowała. Potem w tym miejscu postawiono kamienicę czynszową Józefa Koszutskiego, w której (od 1878) działała pensja Anastazji Warnka.